# Championnat d'Éthiopie de football 2012-2013
Navigation
Saison précédente Saison suivante
La saison 2012-2013 du Championnat d'Éthiopie de football est la soixante-septième édition de la première division en Éthiopie, la National League. Elle regroupe, sous forme d'une poule unique, quatorze équipes du pays qui se rencontrent deux fois au cours de la compétition, à domicile et à l'extérieur. À l'issue de la saison, les deux derniers du classement sont relégués et remplacés par les deux meilleurs de deuxième division. 
C'est le club de Dedebit FC qui remporte la compétition cette saison après avoir terminé en tête du classement final, avec dix points d'avance sur le tenant du titre, Saint-George SA et onze sur Ethiopian Coffee. Il s'agit du tout premier titre de champion d'Éthiopie de l'histoire du club.

## Les clubs participants
| - EEPCO - Ethiopian Coffee - Awassa City FC - Dedebit FC - Adama City - Defence Force SC - Sidama Bunna FC | - Ethiopian Insurance FC - Promu de D2 - Arba Minch Textile FC - Harrar Beer Botling FC - Commercial Bank of Ethiopia SA - Saint-George SA - Muger Cement FC - Ethiopian Water Works FC - Promu de D2 |

## Compétition
Le barème de points servant à établir les classements se décompose ainsi :
- Victoire : 3 points
- Match nul : 1 point
- Défaite : 0 point

### Classement
| Rang | Équipe                         | Pts | J  | G  | N  | P  | Bp | Bc | Diff |
| ---- | ------------------------------ | --- | -- | -- | -- | -- | -- | -- | ---- |
| 1    | Dedebit FC                     | 61  | 26 | 19 | 4  | 3  | 64 | 26 | +38  |
| 2    | Saint-George SAT               | 51  | 26 | 14 | 9  | 3  | 36 | 16 | +20  |
| 3    | Ethiopian Coffee               | 50  | 26 | 14 | 8  | 4  | 41 | 23 | +18  |
| 4    | Defence Force SCC              | 42  | 26 | 11 | 9  | 6  | 31 | 23 | +8   |
| 5    | Awassa City FC                 | 41  | 26 | 12 | 5  | 9  | 40 | 34 | +6   |
| 6    | EEPCO                          | 39  | 26 | 10 | 9  | 7  | 35 | 27 | +8   |
| 7    | Arba Minch Textile FC          | 34  | 26 | 7  | 13 | 6  | 29 | 25 | +4   |
| 8    | Ethiopian Insurance FCP        | 30  | 26 | 5  | 15 | 6  | 23 | 25 | -2   |
| 9    | Sidama Bunna FC                | 28  | 26 | 5  | 13 | 8  | 23 | 28 | -5   |
| 10   | Commercial Bank of Ethiopia SA | 26  | 26 | 5  | 11 | 10 | 22 | 29 | -7   |
| 11   | Harar Beer Bottling FC         | 26  | 26 | 5  | 11 | 10 | 21 | 35 | -14  |
| 12   | Muger Cement FC                | 25  | 26 | 5  | 10 | 11 | 15 | 30 | -15  |
| 13   | Ethiopian Water Works FCP      | 15  | 26 | 3  | 6  | 17 | 22 | 55 | -33  |
| 14   | Adama City                     | 13  | 26 | 2  | 7  | 17 | 15 | 41 | -26  |

|  | Qualification pour la Ligue des champions de la CAF 2014                                |
|  | Qualification pour la Coupe de la confédération 2014                                    |
|  | Relégation directe en deuxième division                                                 |
|  | T : Tenant du titre C : Vainqueur de la Coupe d'Éthiopie P : Promu de deuxième division |

## Bilan de la saison
| Championnat d'Éthiopie de football 2012-2013 |                          |
| Champion                                     | Dedebit FC (1er titre)   |
| Coupes et trophées                           |                          |
| Vainqueur de la Coupe d'Éthiopie 2012-2013   | Defence Force SC         |
| Qualifications continentales                 |                          |
| Ligue des champions de la CAF 2014           | Dedebit FC               |
| Coupe de la confédération 2014               | Defence Force SC         |
| Promotions et relégations                    |                          |
| Promus en National League                    | Dasheen Beer FC          |
| Promus en National League                    | Welayta Dicha FC         |
| Relégués en Second League                    | Ethiopian Water Works FC |
| Relégués en Second League                    | Adama City               |